# Lillesjö (Näsums socken, Skåne)
Lillesjö är en sjö i Bromölla kommun i Skåne och ingår i Skräbeåns huvudavrinningsområde. Sjön har en area på 0,0366 kvadratkilometer och ligger 88,4 meter över havet.